# Абрикосова вулиця (Київ, Подільський район)
Абрико́сова ву́лиця — вулиця в Подільському районі міста Києва, садові товариства «Будівельник», «Весна», «Дружба», «Зірка», «Лотос», «Труд», «Флора». Пролягає від вулиці Стеценка до вулиці Івана Виговського.
Прилучаються Кукурудзяна вулиця та Сирецький проїзд.